# Kaindlhütte
Die Kaindlhütte ist eine privat betriebene Schutzhütte auf 1293 m ü. A. Höhe im Kaisergebirge in Tirol.

## Lage

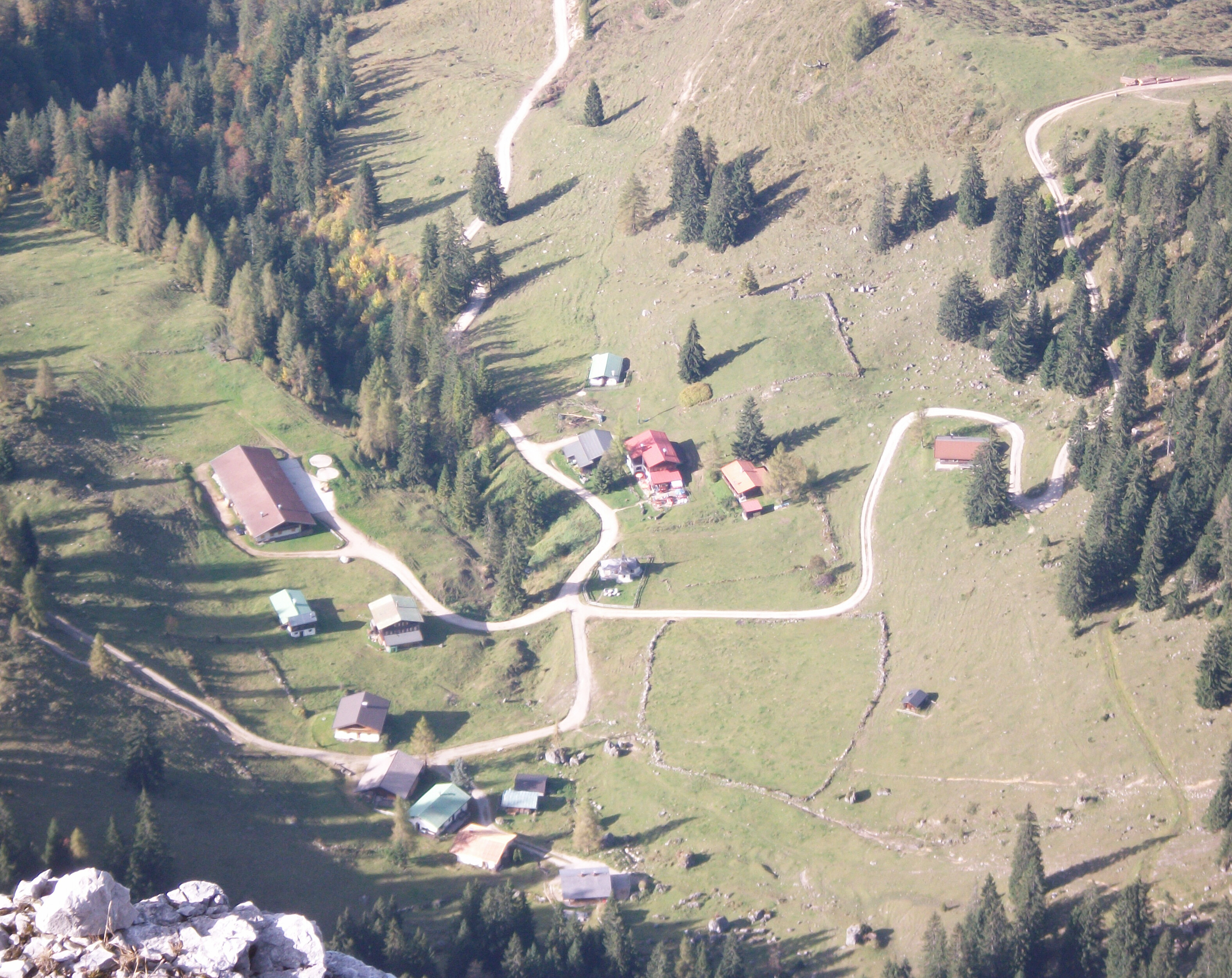
Die Kaindlhütte auf der Steinbergalm gesehen vom Zettenkaiser

Die Kaindlhütte liegt im Westteil des Kaisergebirges auf der Steinbergalm und am Fuß des Zettenkaisers, des Scheffauers und der Hackenköpfe. Nördlich der Kaindlhütte befindet sich der Gamskogel (1449 m) und der bewaldete Rücken des Brentenjochs. Damit befindet sich die Hütte im Naturschutzgebiet Wilder Kaiser.

## Zustiege
Die Kaindlhütte ist über mehrere Zustiege erreichbar:
- Von der Bergstation des Kaiserlifts zum Brentenjoch in etwa einer Stunde auf Fahrwegen.
- Von der Talstation des Kaiserlifts in Kufstein über das Brentenjoch in 2½ Stunden.
- Vom Berggasthaus „Aschenbrenner“ in 1½ Stunden, auch mit Fahrrad möglich.
- Vom Hintersteiner See bei Scheffau über die Walleralm in 2½ Stunden.
- Von Kufstein-Sparchen (Josef-Madersperger-Denkmal) über die Duxeralm und den Gamskogel in 3 Stunden.

## Übergänge
- Anton-Karg-Haus bzw. Hans-Berger-Haus im Kaisertal über den Bettlersteig, mittel, Gehzeit: 2½ Stunden.
- Gruttenhütte über Hochegg, Walleralm und Wilder-Kaiser-Steig, leicht, Gehzeit: 5 Stunden.

## Tourenmöglichkeiten
Nach Norden öffnet sich ein sanfter Talkessel, der von zahmen Grasbergen umkränzt ist. Dort bietet sich eine Vielzahl schöner und leichter Wanderungen an. Tourenziele, auch in der Form einer tagesfüllenden Rundtour, sind Brentenjoch, Gamskogel und Brandkogel. Im Süden dominieren die zerklüfteten Felswände des Wilden Kaisers.
- Scheffauer (2111 m) über den Widauersteig in 2½ Stunden mit Kletterstellen im Schwierigkeitsgrad I auf der UIAA-Skala (Klettersteig mit Schwierigkeit A/B).
- Zettenkaiser (1968 m) über den Kleinen Friedhof und den Normalweg in zwei Stunden mit Kletterstellen im Schwierigkeitsgrad II auf der UIAA-Skala.
- Hackenköpfe (2126 m) und Sonneck über Widauersteig und Scheffauer, schwierige Gratüberschreitung.
- Diverse alpine (teils Sport-)Kletterrouten in den Nordwänden von Scheffauer und Zettenkaiser.
- Klettergarten in Hüttennähe